# Switha
Switha ist eine kleine, unbewohnte Felseninsel des schottischen Archipels Orkney, die außerhalb der Bucht von Scapa Flow, südlich der Insel Flotta und östlich der Halbinsel South Walls liegt. 
Sie hat eine Fläche von 41 Hektar und erreicht ihre maximale Höhe von 28 Metern nahe der Steilküste im Süden. Sie ist 1400 Meter lang und maximal 580 Meter breit. Sie wird als Weideland für Schafe genutzt. Es gibt keine Aufzeichnungen darüber, ob die Insel je bewohnt war. Allerdings zeigen zwei Steinhügel und zwei Menhire (englisch Standing Stones) und dass die Insel in prähistorischen Zeiten besucht wurde. Beide Menhire sind klein, der eine ist etwa einen Meter hoch, 48 cm breit und an der Basis 15 cm dick; der andere ist etwa 1,4 m hoch, durchschnittlich 0,9 m breit und 12 cm dick und steht auf einem kleinen Hügel. Ein Hügel der Insel besteht aus mehreren großen Steinen. Von einem glaubt der Archäologe John Hunter, dass er ein umgefallener Menhir sein könnte.
Switha hat viele Sturmvogelhöhlen und ist Überwinterungsplatz für eine Kolonie von Nonnengänsen.
HMS Switha ist der Name eines als Ziel eingesetzten und 1981 gesunkenen Trawlers der Isles-Klasse.